# گلوستر اف.۵
گلوستر اف. ۵ (به انگلیسی: Gloster_F.5/34) یک هواگرد ملخ‌پیشین تک‌موتوره از نوع هواپیمای جنگنده ساخت شرکت Gloster Aircraft است. هواگرد گلوستر اف. ۵ نخستین پروازش را در دسامبر ۱۹۳۷ میلادی انجام داد. در مجموع، تعداد ۲ فروند از این هواگرد ساخته شده‌است.
طراح این هواگرد، Henry Folland and H.E. Preston بود.